# Blaže Ilijoski
Blaže Ilijoski (in macedone Блаже Илијоски?; grafia albanese Blazhe Ilijoski; Skopje, 9 luglio 1984) è un ex calciatore macedone di etnia albanese, di ruolo attaccante.

## Palmarès

### Club

#### Competizioni nazionali
- Campionato macedone: 4

Rabotnički: 2004-2005, 2005-2006, 2007-2008, 2013-2014
- Coppa di Macedonia: 3

Rabotnički: 2007-2008, 2013-2014
Metalurg Skopje: 2010-2011